# Тепле (селище)
Те́пле (до 1922 року Катеринодон, до 2016 року Краснодон) — селище в Україні, у Сорокинській міській громаді Довжанського району Луганської області. З 2014 року є окупованим.

## Географія
Географічні координати смт Тепле: 48°18' пн. ш. 39°33' сх. д. Часовий пояс — UTC+2, з переходом на літній час UTC+3. Загальна площа Теплого — 4,7 км². Довжина смт Тепле з півночі на південь — 2 км, зі сходу на захід — 2,8 км.
Селище міського типу розташоване в східній частині Донбасу, на відстані 10 км від міста Сорокине. До найближчої залізничної станції «Сімейкине» відстань -3 км. Географічно відноситься до степової зони.

## Історія
Селище було засноване у 1910 році у зв'язку з будівництвом рудника з назвою Катеринодон, від якого отримало свою першу назву.
Перша шахта була збудована у 1912 році євпаторійським промисловцем І.Койчу. У 1913 році у Катеринодоні влаштовується Петроградське промислове товариство фірми «Товариство будинок В.В.Ярмонкіна і С.Ф.Овсяннікова і К-о». У цьому ж році Ярмонкін від фірми скуповує 1000 десятин землі і засновує 7 шахт, що поклало початок створення крупної промисловості у цьому районі.
Селище одержало назву тому, що знаходилось на межі Катеринославської Губернії і Області Війська Донського .
7 листопада 1922 року робітники Катеринодонських шахт, зібравшись на мітинг з нагоди 5-ї річниці Великого Жовтня, перейменували Катеринодон у рудник Краснодон.
У 1925 році на селищному кладовищі спорудили пам'ятник загиблим у роки громадянської війни: 20 борців за Радянську владу у 1918 році були розстріляні й поховані на цьому місці, серед них секретарі партійного та комсомольського осередків С. Й. Бунеєв та Андрій Гордєєв.
У період фашистської окупації у с. Краснодон діяла підпільна група під керівництвом М. Сумського, А. Єлисеєнко та В. Жданова, яка належала до підпільної організації «Молода гвардія». З чотирнадцяти молодогвардійців тринадцять були закатовані окупантами та скинуті в шурф шахти № 5 м. Краснодону.
У 2008 році на місці, де поховані 13 молодогвардійців та померлих від ран у військовому шпиталі 30 льотчиків був урочисто відкрито меморіальний комплекс «Безсмертя». Автор меморіалу заслужений діяч мистецтв України Микола Можаєв.
12 травня 2016 році в ході декомунізації Верховна Рада України перейменувала селище міського типу в Тепле.
На території селища знаходиться парк Ярмонкине станції Сімейкине.
12 червня 2020 року, відповідно до Розпорядження Кабінету Міністрів України № 717-р «Про визначення адміністративних центрів та затвердження територій територіальних громад Луганської області», увійшло до складу Сорокинської міської громади.
17 липня 2020 року, в результаті адміністративно-територіальної реформи та ліквідації  Сорокинського району, увійшло до складу новоутвореного Довжанського району.

## Населення
За даними перепису 2001 року населення смт становило 5988 осіб, з них 2,12% зазначили рідною мову українську, 97,8% — російську, а 0,08% — іншу.

## Економіка
- З 1949 року працює Тепленський завод «Автоагрегат», виробник автомобілів марки УАЗ усіх модифікацій і запасних частин до них.

## Соціальна сфера

### Освіта
Загальноосвітні навчальні заклади:
- Тепленська загальноосвітня школа І-ІІІ ступенів № 22  (вул. Єлісеєнко, 17)
- Тепленська загальноосвітня неповна середня школа-інтернат (вул. Садова, 1)